# حديقة 6 أكتوبر
حديقة 6 أكتوبر أو حديقة طوكيو (بالإنجليزية: 6th of October Park)‏ هي إحدى حدائق القاهرة الكبرى وواحدة من أكبر وأجمل حدائق حلوان. تقع على مساحة 159075 مترًا.

## النشأة
أنشـئت حديقة 6 أكتوبر عام 1959م، وافتتحــت عـــام 1962م، وأهملت لفترة
ثم حدث التطوير الشامل لها عام 1993م وافتتحت مرة أخرى فـي يوليـــو 1993 بتكلفـة قدرهــا 1500000 جنيهــا.
ويرجع سبب التسمية الي حرب أكتوبر.

## معالم المتنزه
تزحر الحديقة بالعديد من المعالم والمقتنيات الثقافية به مكتبة لأطفال تابعة لجمعية الرعاية المتكاملة، بالإضافة إلى أكشاك للموسـيقى كانت تستخدم في الماضي للفرق الموسيقية، والملاهي، علاوة على الأشجار والشجيرات والمسطحات الخضراء والنباتات النادرة.

## إنتقادات
في عام 2023 حدث تجريف للجزء الجنوبي للحديقة بحجة تطوير الحديقة لإقامة منطقة خدمات بها، ورفع كفاءتها لتنمية مواردها.
قال ناشطون مهتمين بالبيئة إن تجريف الحديقة وتحويلها إلى قاعة للزفاف وملاعب لكرة القدم وإنشاء مراكز تجارية على الجزء الباقى منها أن ذلك يمثل حرمان من الحدائق منخفضة التكاليف علي حساب المراكز التجارية بالإضافة إلى إزالة النباتات النادرة .

## أهم الزائرين
زار المتنزه السفير اليابان بالقاهرة، جناح طوكيو، ويضم كل جناح أهم المعالم السياحية بالدولة التى يمثلها، وتم تصميمها من خلال سفارات الدول بالقاهرة، لتظهر معالم الأجنحة بنفس الشكل الموجودة في الدولة داخل المتنزه، وتضم القاهرة نحو 300 حديقة ومتنزه، بينها 30 حديقة تقريبا، بينها الحديقة الدولية بمدينة نصر، وبها 18 جناحا دوليا.